# William Vallance Douglas Hodge
William Vallance Douglas Hodge (Edimburgo, 17 giugno 1903 – Cambridge, 7 luglio 1975) è stato un matematico britannico.
Conosciuto per i suoi contributi in geometria, è noto in particolare per lo sviluppo di quella che è oggi conosciuta come teoria di Hodge e per aver introdotto l'operatore di Hodge. Ha scritto un articolo biografico su Solomon Lefschetz.